# Cynthia (voornaam)
Cynthia is een vrouwelijke voornaam van Griekse oorsprong (Κυνθία, Kynthía) die "afkomstig van de berg Kynthos" op Delos betekent. Een moderne Angelsaksische afkorting is Cindy.
Cynthia was oorspronkelijk een epitheton van de Griekse godin van de maan, Artemis, die soms Cynthia genoemd werd omdat ze volgens de legende geboren was op de berg Kynthos. De Romeinse dichter Propertius bezong in zijn Elegieën zijn geliefde Hostia die hij Cynthia noemde.
Een variant of vleivorm van deze voornaam is Cindy.

## Bekende naamdraagsters

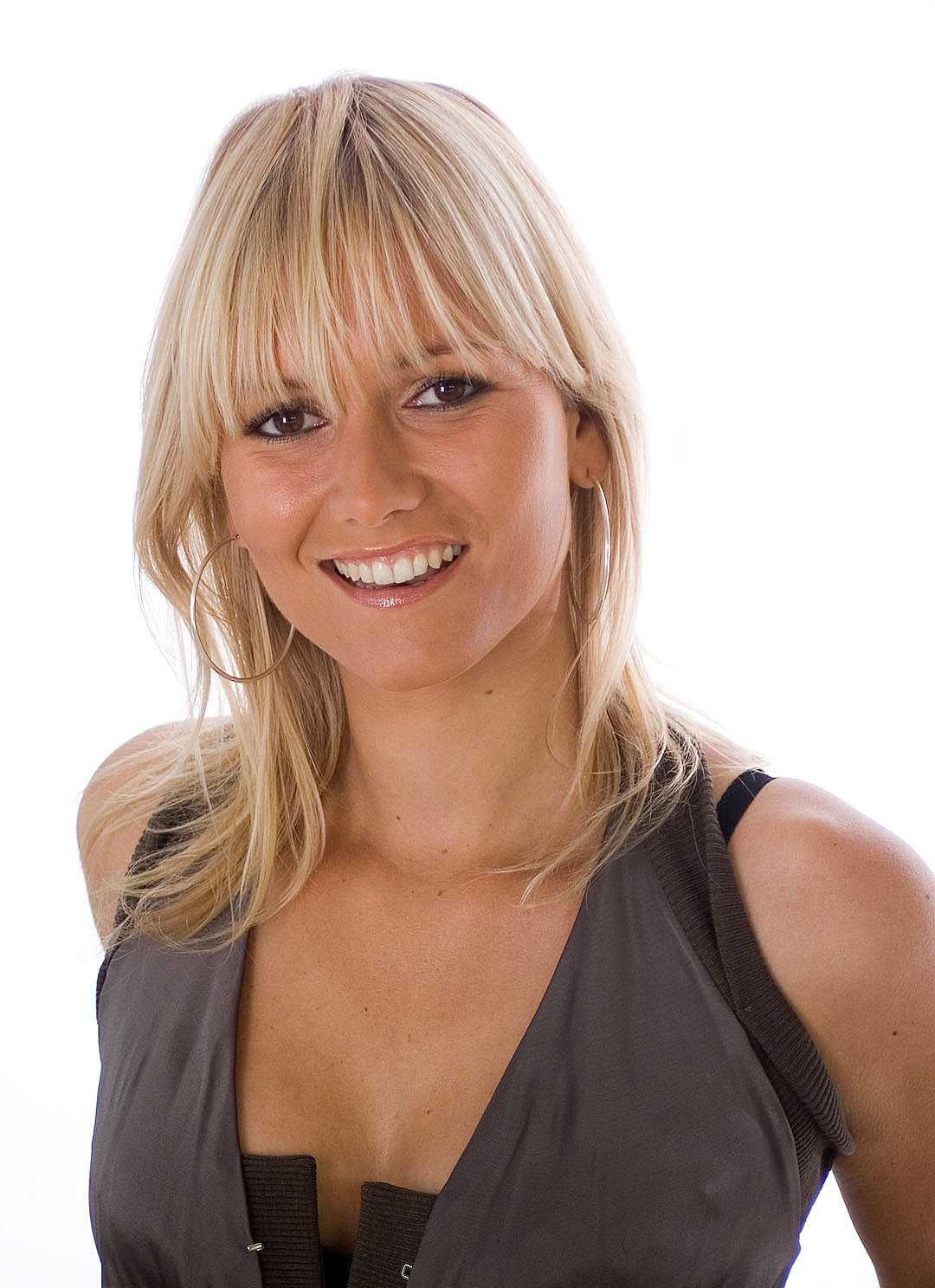
Cynthia Reekmans, Vlaams presentatrice

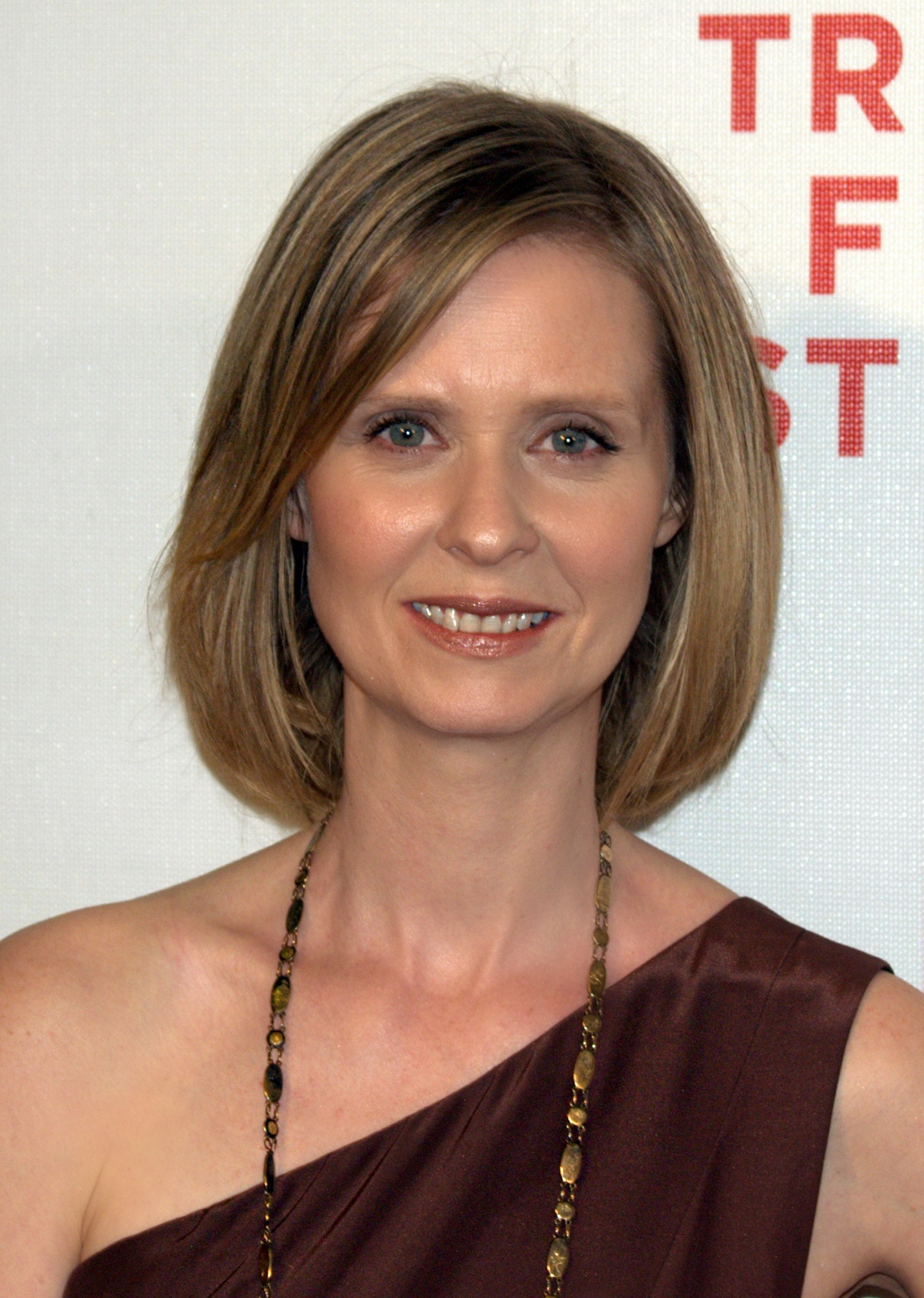
Cynthia Nixon, Amerikaans actrice

- Cynthia Abma
- Edwina Cynthia Annette Ashley
- Cynthia Beekhuis
- Cynthia Daniel
- Cynthia McKinney
- Cynthia McLeod
- Cynthia Nixon
- Cynthia Ortega-Martijn
- Cynthia Powell
- Cynthia Rothrock
- Cynthia Stevenson
- Cynthia Reekmans
- Cynthia Watros

## Fictieve Cynthia's
- Kampioen van het Sinnoh-gebied in Pokémon Diamond & Pearl (videospel)
- Pop van Angelica Pickles in de tekenfilm Rugrats en All Grown Up!